# 1719 az irodalomban
Az 1719. év az irodalomban.

## Új művek
- II. Rákóczi Ferenc elkészül latin nyelvű önéletrajzával: Confessio peccatoris (Egy bűnös vallomásai)[1]

### Publikációk

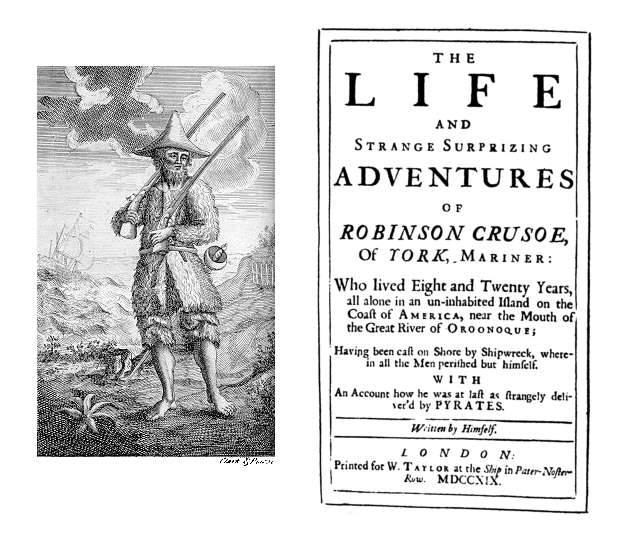
Robinson Crusoe. Az első kiadás címlapja

- április 25. – Daniel Defoe angol író világhírre szert tett regénye, a Robinson Crusoe.
- Jean-Baptiste Dubos (Du Bos abbé) francia történész, esztéta tanulmánya: Réflexions critiques sur la poésie et la pienture (Kritikai gondolatok a költészetről és a festészetről).

## Születések
- szeptember 27. – Abraham Gotthelf Kästner  német matematikus és epigrammaköltő († 1800)

## Halálozások
- június 17. – Joseph Addison brit költő, esszéista, drámaíró, újságíró (* 1672)